# 角利助
角 利助（すみ りすけ、1854年1月10日（嘉永6年12月12日）- 1928年（昭和3年）3月23日）は、明治から大正期の漁業家・新聞編集者・政治家。衆議院議員。

## 経歴
三河国（現愛知県）で先代・角佐五右衛門の二男として生まれる。1868年（明治元年）志摩国答志郡鳥羽（三重県志摩郡鳥羽町を経て現鳥羽市）に移り醤油味噌醸造業を営む。兄・佐五右衛門に事業を譲り、慶應義塾で学んだ。
『伊勢新聞』を創刊し初代主幹に就任。1882年（明治15年）三重県会議員に選出され、同副議長も務めた。北川矩一の辞職に伴い実施された第1回衆議院議員総選挙三重県第5区補欠選挙で1891年（明治24年）7月15日に当選。第2回総選挙でも再選され、同盟倶楽部に所属し衆議院議員に連続2期在任して地価修正などに尽力した。
また、1899年（明治32年）9月、鳥羽商船学校（現鳥羽商船高等専門学校）長事務取扱を務め、斯民会の発起者ともなった。
1907年（明治40年）東京に移り同年設立された大日本遠洋漁業の専務取締役となり、のち同社長に就任。ラッコ（臘虎）・オットセイ（膃肭獣）の捕獲を行った。

## 国政選挙歴
- 第1回衆議院議員総選挙補欠選挙（三重県第5区、1891年7月）当選[7]
- 第2回衆議院議員総選挙（三重県第5区、1892年2月、無所属）当選[8]
- 第3回衆議院議員総選挙（三重県第5区、1894年3月、無所属）落選[9]
- 第4回衆議院議員総選挙（三重県第5区、1894年9月、無所属）落選[10]
- 第6回衆議院議員総選挙（三重県第5区、1898年8月、無所属）落選[10]

## 著作
- 『府県商業税賦課方法論』郁文堂、1885年。
- 『第三期議会』〈錦水叢書 ; 第3巻〉角利助、1892年。
- 『地価修正問題』〈錦水叢書〉角利助、1892年。
- 『財政整理地価修正要論』地価修正請願同盟事務所、1892年。
- 『我国の地租法 : 特別地価修正参考』林清志、1892年。
- 『第四議会報告談話』〈錦水叢書 ; 第4巻〉角利助、1893年。
- 『膃肭獣猟組織改良方策』三重遠洋漁業、1903年。
- 『海帝国』鳥羽商船学校、1903年。
- 『北太平洋膃肭獣猟問題 第1篇 第2篇』臘虎膃肭獸獵水産組合、1910年。
- 『膃肭獣猟業沿革及其将来』農商務省水産局、1925年。
- 『膃肭獣問題講話』角利助、1926年。
- 『国際関係公海神聖不可侵』角利助、1927年。

## 家族
- 父・角佐五右衛門
- 妻・けい - 三重の加納善右衛門の娘。けいの弟に東宝や日本無線役員などを務めた加納与四郎、陸軍少将の加納寛造がいる。甥（与四郎の長男）に加納壮介（岳父に志賀潔）、札幌高等裁判所長官の加納駿平（妻の兄に鈴木万次郎）がいる。
- 長男・利一 - 東大政治科卒、千歳火災海上、千代田火災海上役員。岳父に富谷鉎太郎。